# Montholon
Montholon es una comuna nueva francesa situada en el departamento de Yonne, de la región de Borgoña-Franco Condado.

## Historia
Fue creada el 1 de enero de 2017, en aplicación de una resolución del prefecto de Yonne de 1 de abril de 2016 con la unión de las comunas de Aillant-sur-Tholon, Champvallon, Villiers-sur-Tholon y Volgré, pasando a estar el ayuntamiento en la antigua comuna de Aillant-sur-Tholon.

## Demografía
| Gráfica de evolución demográfica de Montholon entre 1800 y 2013 |
|                                                                 |

Los datos entre 1800 y 2013 son el resultado de sumar los parciales de las cuatro comunas que forman la nueva comuna de Montholon, cuyos datos se han cogido de 1800 a 1999, para las comunas de Aillant-sur-Tholon, Champvallon, Villiers-sur-Tholon y Volgré de la página francesa EHESS/Cassini. Los demás datos se han cogido de la página del INSEE.

## Composición
| Comuna delegada     | Código INSEE | Población (2013) | Superficie (km²) | Densidad (hab./km²) |
| ------------------- | ------------ | ---------------- | ---------------- | ------------------- |
| Aillant-sur-Tholon  | 89003        | 1399             | 18.20            | 77                  |
| Champvallon         | 89078        | 672              | 6.83             | 98                  |
| Villiers-sur-Tholon | 89473        | 489              | 15.50            | 32                  |
| Volgré              | 89484        | 353              | 9.55             | 37                  |